# Gara Berbești
Gara Berbești este o stație de cale ferată care deservește Berbești, județul Vâlcea, România.